# Niteomica latispiculata
Niteomica latispiculata is een schildvoetigensoort uit de familie van de Prochaetodermatidae. De wetenschappelijke naam van de soort is voor het eerst geldig gepubliceerd in 1995 door Ivanov.